# شی‌انگاری (مارکسیسم)
در مارکسیسم، شی‌انگاری (آلمانی: Verdinglichung تحت‌الفظی: "تبدیل به یک چیز") فرایندی است که با آن روابط اجتماعی به عنوان ویژگیهای ذاتی افراد درگیر در آنها یا خصوصیات محصولی از رابطه، از قبیل یک کالای معامله شده، درک می‌شود.
این بدان معنی است که اشیاء به سوژه‌ها تبدیل می‌شوند و سوژه‌ها به اشیا تبدیل می‌شوند، با این نتیجه که سوژه‌ها منفعل یا تعیین شده تصویر می‌شوند، در حالی که اشیاء به عنوان عامل تعیین‌کننده و فعال تصویر می‌شوند. متجسم‌سازی اشاره به اثری از شی‌انگاری دارد که حاصل از فرض این است که هر چیزی را می‌توان نام داد، یا به شکل انتزاعی تصور کرد، حتماً در واقع وجود دارد، که یک مغالطه هستی شناختی و معرفت شناختی.